# Miho Takeda
Miho Takeda (武田 美保?, Takeda Miho; Kyoto, 13 settembre 1976) è una sincronetta giapponese, vincitrice di 5 medaglie olimpiche, di cui 2 conquistate in duo con Miya Tachibana.

## Palmarès
- Giochi olimpici

Atlanta 1996: bronzo nella gara a squadre.
Sydney 2000: argento nel duo e nella gara a squadre.
Atene 2004: argento nel duo e nella gara a squadre.
- Mondiali di nuoto

Roma 1994: bronzo nella gara a squadre.
Perth 1998: argento nel duo e nella gara a squadre.
Fukuoka 2001: oro nel duo, argento nella gara a squadre.
Barcellona 2003: argento nel duo e nella gara a squadre.
- Giochi asiatici

Pusan 2002: oro nel duo.